# Системски позив
Системски позив је захтев рачунарског програма упућен језгру оперативног система. То може укључивати захтеве повезане с хардвером (на пример, приступ тврдом диску), креирање и извршавање нових процеса, као и комуникацију са интегралним услугама кернела, је распоређивање процеса. Системски позиви служе за комуникацију између процеса и оперативног система. 
У већини система системски позиви могу се обављати само из процеса корисничког простора, док у неким системима, попут OS/360 и његових наследника, привилеговани системски код такође издаје системске позиве. 

## Библиотека као посредник
Генерално, системи пружају библиотеку или АПИ који се налази између обичних програма и оперативног система. 

## Примери
На Јуниксу, Јуниксоликим и другим оперативним системима који одговарају POSIX-у, популарни системски позиви су open, read, write, close, wait, exec, fork, exit и kill. Многи савремени оперативни системи имају стотине системских позива. На пример, Линукс и Опен БСД имају преко 300 различитих позива,  Нет БСД има близу 500,  Фри БСД има преко 500,  Виндоуз 7 има близу 700.